# Milda makter
Milda makter! (Snobben & Co) var den svenska titeln på Clark Gesners musikal You're a Good Man, Charlie Brown, baserad på Charles M. Schulz tecknade serie Snobben.
You're a Good Man, Charlie Brown hade urpremiär off-Broadway den 7 mars 1967 och blev snabbt en stor framgång. Efter nästan 1 600 föreställningar lades musikalen ner först i början av 1971. Den sattes också tidigt upp i West End i London.
I Sverige sattes musikalen upp av Knäppupp AB och spelades på Knäppupps hemmascen Idéonteatern vid Brunkebergstorg i Stockholm den 17 november 1967–17 mars 1968. För bearbetningen till svenska svarade Povel Ramel och Beppe Wolgers tillsammans med Jackie Söderman stod för regin och Leif Asp var kapellmästare.
Den svenska ensemblen bestod av Birgitta Andersson, Stig Grybe, Anders Linder, Sune Mangs, Jan Sjödin och Anna Sundqvist.